# Scripturae sacrae affectus
Scripturae sacrae affectus (in italiano: Affetto per la Sacra Scrittura) è una lettera apostolica di papa Francesco pubblicata il 30 settembre 2020 per celebrare il 16º centenario della morte di san Girolamo.